# درژاوینسک
درژاوینسک (انگلیسی: Derzhavinsk) یکی از شهرهای استان آق‌مولا در قزاقستان است. این شهر مرکز شهرستانی به نام ژارکاین است.
درژاوینسک در جاده‌ای۱۲۳ اروپا قرار دارد. جمعیت درژاوینسک در سرشماری سال ۲۰۰۹ برابر با ۶٬۳۰۹ نفر بود. پیش از آن در سرشماری ۱۹۹۹ جمعیت این شهر ۷٬۸۶۹ نفر محاسبه شده‌بود.